# Satoru Sakuma
Satoru Sakuma (佐久間 悟 Sakuma Satoru?, nacido el 7 de julio de 1963 en Tokio) es un exfutbolista japonés que se desempeñaba como defensa y entrenador.

## Clubes

### Como futbolista
| Club      | País  | Año         |
| --------- | ----- | ----------- |
| NTT Kanto | Japón | ???? - 1981 |

### Como entrenador
| Club           | País  | Año         |
| -------------- | ----- | ----------- |
| Omiya Ardija   | Japón | 2007        |
| Ventforet Kofu | Japón | 2011        |
| Ventforet Kofu | Japón | 2015 - 2016 |